# Xenoconger fryeri
Xenoconger fryeri är en fiskart som beskrevs av Regan 1912. Xenoconger fryeri ingår i släktet Xenoconger och familjen Chlopsidae. Inga underarter finns listade i Catalogue of Life.